# Storia di Santa Teresa di Riva

## Antichità e alto Medioevo
Attualmente non si hanno notizie storiche riguardanti il territorio di Santa Teresa di Riva anteriormente al IX secolo a.C., però appare assodato che l'area fosse frequentata dai Siculi e prima di loro dai Sicani. 
Secondo alcuni studiosi, nel IX - VIII secolo prima di Cristo, mercanti-navigatori fenici stabilirono, sul litorale ove oggi sorge Santa Teresa di Riva, una piccola stazione commerciale nominata Tamàr (che nella lingua dei fenici significa palma),  che, successivamente, diede origine ad un piccolo centro abitato, che, attorno al 400 a.C., ospitò una popolazione mista di indigeni Siculi e Sicelioti provenienti dalla vicina Naxos che, in quel periodo, subì la distruzione ad opera del tiranno Dionisio I di Siracusa. Furono i Sicelioti di lingua greca, scrutando la vegetazione spontanea di quelle contrade, a chiamare questo villaggio Phoinix, che significa palma. Per tutta l'epoca greco-siceliota, detto centro abitato fu sotto la giurisdizione della polis di Messana, la quale, a sua volta, fin dalla fine V secolo a.C., era ricompresa nell'Arcontato di Sicilia istituito da Dionisio I di Siracusa e continuato dai suoi successori. Detta situazione politica continuò anche durante la fase repubblicana del "Buon Governo" democratico di Timoleonte, iniziato con la cacciata di Dionisio II e conclusosi con l'ascesa al potere di Agatocle nel 317 a.C..
Phoinix e Messana entrarono, quindi, a fare parte del nuovo Regno Sicelioto che, sotto la corona del Re siracusano Agatocle, copriva per intero la Sicilia orientale, la Sicilia centrale e la Calabria meridionale, lasciando ai Cartaginesi solo l'estrema Sicilia occidentale ad ovest del Fiume Platani e dell'Imera settentrionale. Alcuni decenni più tardi, dopo la morte di Agatocle, Phoinix probabilmente fu costretta a subire la pesante occupazione dei mercenari Mamertini che in quel periodo spadroneggiavano su Messina. 
È grazie alle ricerche ed agli scritti di p. Giampietro da Santa Teresa che veniamo a sapere di molte notizie inedite su Santa Teresa di Riva. Per tale motivo appare utile fornire alcune notizie biografiche su questo religioso e storico locale.
Padre Giampietro, al secolo Giuseppe Rìgano, nacque a Santa Teresa di Riva il 21 marzo 1881. I genitori, Carmelo Rìgano ed Angela Irrera erano entrambi agricoltori, Giuseppe era il primo di otto figli. Condusse i primi studi a Savoca (proprio presso il convento dei Cappuccini), sotto la guida del suo compaesano il sacerdote don Francesco Moschella (1842-1924) già parroco della Chiesa del Carmine. Il 12 maggio 1898 intraprese il noviziato nel Convento di San Marco d'Alunzio. Nel 1902 vestì l'abito Cappuccino e il 27 settembre 1903 venne ordinato sacerdote a Palermo. Tra le sue principali occupazioni si annovera la cura dei malati: fu, per tanti anni, Cappellano dell'Ospedale "Piemonte" di Messina. Nel corso della sua esistenza, dedicata all'amore del prossimo, trovò anche il tempo di dedicarsi alla ricerca di notizie storiche sulla sua terra, rivelando spiccate doti di erudito e di storico-archivista. Tra i suoi scritti si annoverano:
- Raccolta di notizie sulla Santa Religione Cattolica e su altri avvenimenti in Santa Teresa di Riva e suoi dintorni (1936);
- Tradizioni e credenze nella Sicilia Nord Orientale (1938);

numerose altre sue opere storiche sono ancora inedite e vengono custodite dagli eredi.
Nel 1942 fu cofondatore della congregazione cittadina delle Carmelitane.
Morì a Messina il 7 febbraio 1950 e riposa nel cimitero di Santa Teresa di Riva.
Nel 2012, l'amministrazione comunale gli ha intitolato una via del centro storico.
La città di Phoinix è citata dallo storico Appiano di Alessandria vissuto nel II secolo d.C., il quale scrive che nell'agosto del 36 a.C. (durante le Guerre Civili) vi si accampò per una notte l'esercito di Sesto Pompeo in attesa della battaglia contro Ottaviano; Appiano riferisce che la città in questione era poco a nord del Capo Argennum (oggi Capo S. Alessio), circa 2 km, proprio dove oggi sorgono i quartieri di Bolina, Barracca, Catalmo e Cantidati. Confermano quanto narrato numerosi ritrovamenti archeologici casuali (oggi non più visibili) verificatisi negli anni passati nel quartiere Bolina e nel quartiere Catalmo, proprio nei pressi dell'omonima antica torre, sono stati portati alla luce, durante lo scavo di alcuni pozzi, monete di età traianea, piccole scalinate in pietra o mattoni, vasellame domestico, pareti di piccole abitazioni. Lo storico e letterato prof. Giuseppe Caminiti (1914-2007), sindaco di S. Teresa dal 1962 al 1966, dichiara, nel suo libro "Storia di Santa Teresa di Riva" del 1996, di aver personalmente assistito al rinvenimento di resti di abitazioni costruite con mattoni d'argilla; detti ritrovamenti si verificarono nei quartieri Bolina e Catalmo durante i lavori di scavo per realizzare le fondamenta di edifici privati.

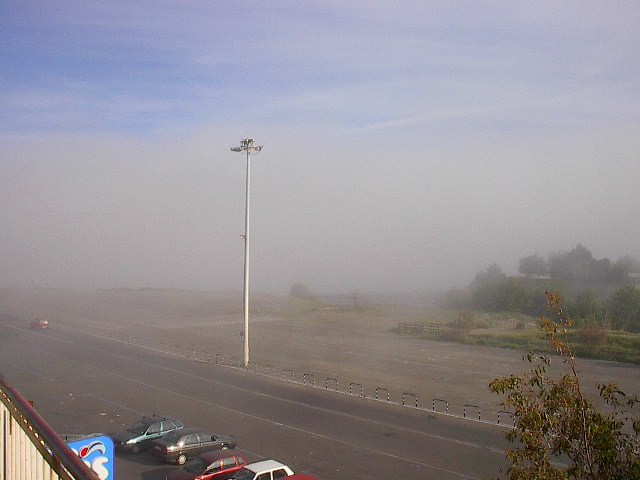
Piazza Mercato durante una giornata di nebbia.

Inoltre, riferisce il frate cappuccino p. Giampietro da S. Teresa (al secolo Giuseppe Rigano 1881-1950) che attorno al 1865, durante i lavori per la costruzione della stazione ferroviaria di S.Teresa, ove oggi sorge il quartiere Torrevarata, fu scoperta "un'antica necropoli in stile orientale" che fu subito saccheggiata e distrutta dagli operai che la portarono casualmente alla luce. Questa necropoli constava di "numerose tombe coperte da lastroni di pietra ed al loro interno contenevano, oltre agli scheletri, monili femminili e piccolo vasellame"; questa caratteristica dimostra che questa necropoli non era "un semplice cimitero di guerra" ove i cadaveri vengono sepolti in modo frettoloso e disordinato, ma la necropoli di uno stabile e vicino centro abitato, Phoinix appunto, che sorgeva a circa 1 km di distanza. Tutte queste notizie sono riportate, dal manoscritto inedito redatto dal summenzionato frate cappuccino nel 1936.
Sulla fine di Phoinix sussistono due teorie: secondo la prima, la cittadina subì la distruzione da parte di Augusto, che volle punirla per aver dato ospitalità a Sesto Pompeo, seguendo la stessa sorte di Abacano e Morgantina. 
La seconda teoria opta per un disastro tellurico occorso nel 362 d.C., fonti storiche e rinvenimenti archeologici testimoniano che in quell'anno la vasta area dello Stretto di Messina fu interessata da un catastrofico terremoto-maremoto che, oltre a raderne al suolo tutti i centri abitati (in primis Messina e Reggio) cagionò una drastica diminuzione della popolazione stanziata nell'area. Pochi decenni dopo (agli inizi del V secolo) le incursioni e le scorrerie dei Vandali contro le coste orientali della Sicilia resero insicura la vita sul litorale, per cui gli abitanti di Phoinix, preferirono abbandonare il sito per dare vita a nuovi centri abitati più sicuri e difendibili poiché eretti sui monti circostanti.
Non è dato conoscere quale delle suesposte teorie corrisponda alla realtà storica, sembra però assodato che dalle ceneri di Phoinix nacquero nuovi piccoli centri urbani, situati in posizioni strategiche e difendibili. Stiamo parlando di Pentefur (oggi Savoca), Palaionchorion (oggi Casalvecchio Siculo), Limen (oggi Limina) e Pinax (oggi Antillo). Poi, con la caduta dell'Impero Romano d'Occidente, giunsero i Vandali, gli Ostrogoti, i Bizantini e gli Arabi con l'Emirato di Sicilia.

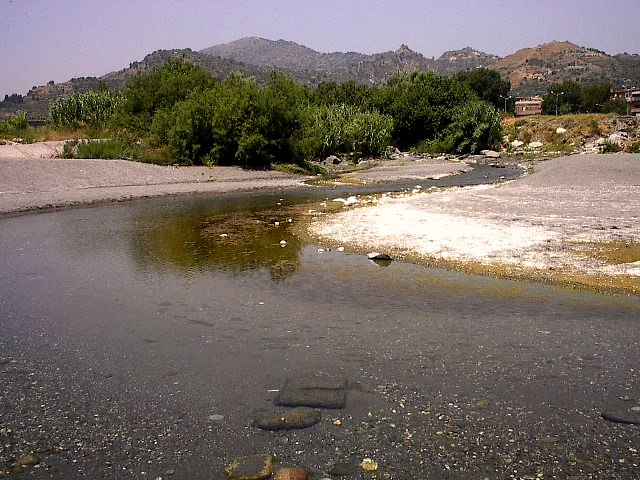
La foce del torrente Agrò a Santa Teresa.

## Basso Medioevo
Con la nascita del Regno di Sicilia, fu Re Ruggero II a fondare, nel 1139, la "Terra di Savoca", "accozzando insieme molti villaggi" arroccati sui monti Peloritani. Savoca fu fino al 1812 feudo dell'Archimandrita di Messina, divenendo una potente città feudale che raggiunse l'apice del suo splendore tra l'inizio del XV secolo e la fine del XVIII. Il territorio prima occupato da Phoinix, ora chiamata "Marina di Savoca" era appunto sotto la giurisdizione politica e amministrativa della Terra di Savoca ed era diviso in tre grandi feudi. Camillo Camilliani, geografo e matematico fiorentino, nel 1584 la descriveva come una landa semi deserta, popolata da pochi agricoltori e pescatori, che la notte, per paura delle scorrerie dei pirati saraceni, tornavano al sicuro nella fortificata cittadina collinare di Savoca; questi pescatori, erano costretti a trascinarsi dietro le loro pesanti imbarcazioni, tale faticosa operazione avveniva attraverso il piccolo torrente Porto Salvo ed il vallone Buzzuratti, mediante robuste funi e carrucole di legno, le barche venivano trascinate via terra fin sotto l'abitato del quartiere San Rocco di Savoca, lì erano al sicuro da eventuali razzie.

## Età moderna
Già nei primissimi anni del XVI secolo si stabilì nella Marina di Savoca la famiglia savocese dei Bucalo, che ebbe in concessione gratuita dall'Archimandrita di Messina Alfonso d'Aragona un'enorme porzione di litorale compresa tra il torrente Savoca e il torrente Porto Salvo.

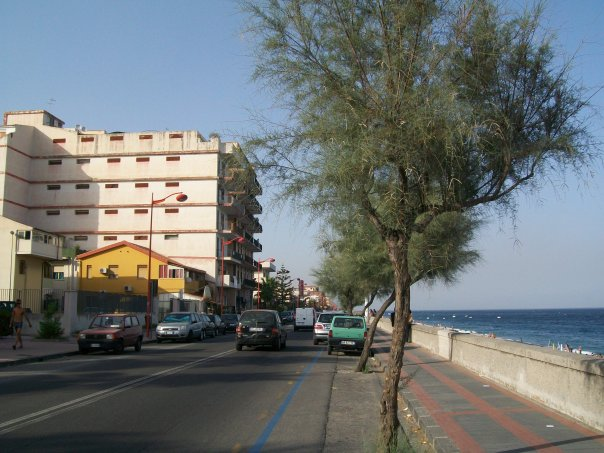
Il Lungomare "Paolo Borsellino"

Detta contrada, situata alla destra del torrente Savoca, iniziò ad essere coltivata con vigneti e orti. Nel 1507 fu eretta una chiesetta dedicata al SS Crocifisso (che poi sarà dedicata alla Madonna del Carmelo), la prima in tutta la Marina di Savoca; fu attorno a detta chiesetta che sorse il primissimo nucleo urbano di quella che oggi è la cittadina di Santa Teresa di Riva. I Bucalo furono signori di questo latifondo per più di due secoli, generazione dopo generazione. Gli ultimi eredi di questa famiglia furono i sacerdoti Benedetto e Paolo Bucalo, i quali, nel 1708 lasciarono i loro averi per testamento ai Gesuiti, questi vi rimasero fino al 1767, anno in cui vennero cacciati con provvedimento del Re Ferdinando III di Sicilia, e i loro averi vennero confiscati e venduti all'asta. Ne approfittò subito il Marchese Carrozza (originario di Milazzo) che acquistò con poco denaro questi beni confiscati e divenne proprietario di un latifondo che si estendeva, appunto, dal Torrente Savoca al Torrente Porto Salvo.
Solo verso la metà del XVIII secolo, quando la minaccia dei corsari barbareschi nel Mar Mediterraneo iniziò a venire meno, cominciarono a sorgere i primi insediamenti più consistenti e stabili sul litorale della Marina di Savoca. Vennero edificate case, qualche palazzo nobiliare, qualche chiesetta e alcuni opifici. Nel 1763, però, l'esistenza di questo piccolo centro abitato venne messa duramente a repentaglio da un violento tifone che seminò morte e distruzione per quelle contrade. Superate le avversità naturali, le borgate risorsero lentamente, tanto che, verso il 1820, la Marina di Savoca era un piccolo ma fiorente centro agricolo, commerciale e artigianale, contava più di mille abitanti ed era in continua espansione grazie alla coltura della vite, del limone e del baco da seta.

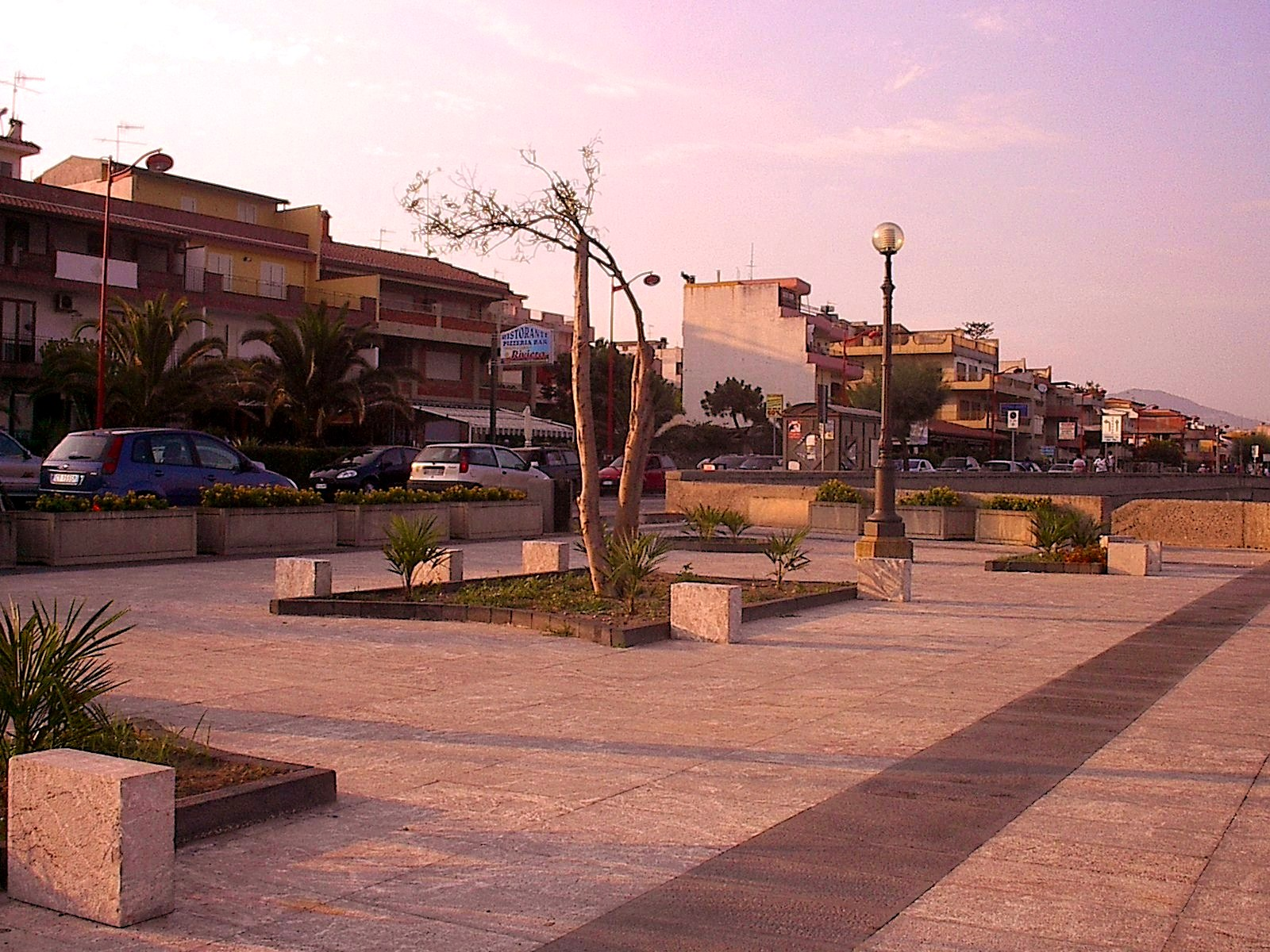
Una delle tante piazzette sul lungomare del paese.

## La prima metà del XIX secolo. L'autonomia da Savoca (1820-1853)
Nel 1810, sulla riva sinistra della fiumara d'Agrò, venne stabilito un campo militare dell'Esercito britannico avente il compito di impedire, nel Regno di Sicilia, alleato della Quinta coalizione antinapoleonica, possibili sbarchi e invasioni degli eserciti nemici provenienti dal Regno di Napoli di Gioacchino Murat. 
Nel 1812 venne promulgata la nuova Costituzione del Regno di Sicilia che, all'avanguardia nel panorama giuridico europeo, abolì il feudalesimo nell'Isola, ciò comportò la fine del mero e misto imperio degli Archimandriti messinesi sulla cittadina di Savoca.
Tuttavia, l'8 dicembre 1816, dopo più di sei secoli di indipendenza, il Regno di Sicilia veniva proditoriamente soppresso da Ferdinando III di Borbone e accorpato al nuovo Regno delle Due Sicilie, generando un'onda di malcontento nel Popolo siciliano.
In quegli anni lo sviluppo della Marina di Savoca era tenuto a freno dalla municipalità savocese, gestita da una classe dirigente costituita da poche facoltose famiglie appartenenti al notabilato e alla piccola nobiltà reazionaria.
Il 23 luglio 1820, in occasione dei moti carbonari e indipendentisti, gli abitanti delle contrade rivierasche assalirono Savoca, i suoi centri del potere (municipio, carcere, giudicato e archivio) e le residenze di alcuni notabili, tra cui quella dello stesso sindaco dott. Domenico Scarcella. La rivolta era ordita da alcuni nazionalisti siciliani antiborbonici appartenenti alla borghesia locale, quali: Angelo Caminiti, che più di tutti si distinse nella lotta per l'autonomia municipale; Nunzio Cuglitore e il notaio Luigi Trischitta. 
A partire dal 1828 i villaggi rivieraschi della Marina di Savoca vennero interamente attraversati dalla nuova Strada rotabile Messina-Catania, questa nuova opera diede ai traffici e alle comunicazioni un forte impulso, aprirono nuovi opifici e nuove attività commerciali. Solo due anni dopo, nel 1830, un'alluvione del torrente Pagliara cagionò vittime e danni nel "quartiere Matri 'a Razia" (Madonna delle Grazie), nella parte nord dell'abitato, ma lo sviluppo del paese era già particolarmente robusto, ragion per cui gli abitanti non soffrirono particolarmente i danni della calamità. Nel 1840, don Antonio Russo-Gatto (1809-1868), ricco commerciante messinese, costruì nel quartiere Furci un opificio dedito alla lavorazione e al commercio degli agrumi e dei derivati di questi, nello stesso periodo sorsero due pastifici nel quartiere Barracca, mentre due mercanti inglesi, don Giovanni Causton e don Giacomo Smith, nel quartiere Cantidati tra il 1825 e il 1860, gestirono un'azienda dedita all'esportazione del vino locale verso il Regno di Gran Bretagna.
Il 12 gennaio 1848, la Sicilia si sollevò contro il Regno delle Due Sicilie autoproclamandosi indipendente e restaurando il Regno di Sicilia e l'antico Parlamento siciliano, Capo di Stato provvisorio fu Ruggero Settimo. L'esperienza indipendentista siciliana durò dolo 16 mesi, durante i quali, dal 1º gennaio 1849, la Marina di Savoca, con le sue borgate di Furci, Bucalo, Porto Salvo e Barracca, venne eretta a comune autonomo col nome di Bùcalo. La sede municipale venne posta nel rione Sparagonà, nei pressi della torre del Baglio, primo ed unico sindaco fu don Giuseppe Caminiti (1814-1877), figlio del succitato Angelo. Dopo poco più di un anno, l'esercito di Ferdinando II di Borbone riprese con violenza il controllo dell'isola. Fatto ciò, vennero annullati tutti gli atti normativi emanati dal governo secessionista dello Stato di Sicilia, sicché il neonato comune di Bucalo, dopo soli tre mesi di vita autonoma, venne soppresso, tornando sotto il controllo di Savoca. Infine, appare utile ricordare che il 30 marzo 1849, l'Esercito delle Due Sicilie, comandato dal generale Carlo Filangieri, principe di Satriano, dopo un bombardamento navale, per rappresaglia, mise a ferro e fuoco la Marina di Savoca, incendiando case, opifici, magazzini ed il municipio e abbattendo parzialmente la Torre del Baglio.
Negli anni immediatamente successivi alle repressioni borboniche del 1849 in Sicilia, Ferdinando II mutò il suo atteggiamento repressivo in uno più accomodante, volto a carpire la benevolenza dei Siciliani, per cui riprese nuovamente lo slancio autonomistico degli abitanti della Marina di Savoca. Fu proprio grazie a questo nuovo clima politico che il 17 marzo 1851, il Decurionato di Savoca deliberò (6 voti contro 4) di concedere, finalmente, l'autonomia comunale alle borgate rivierasche della Marina. Tra il 1852 e il 1853 vennero inoltrate al re due memorie per perorare la causa dell'autonomia comunale, la prima a firma di Giuseppe Caminiti (1814-1877), la seconda venne presentata dall'avv. Francesco Perroni Paladini. Il 1º luglio 1853 il re delle Due Sicilie Ferdinando II di Borbone (nell'ottica del succitato nuovo vasto programma volto a captare la benevolenza dei Siciliani, traditi dai Borboni con la conquista del 1816 e la violenta repressione del 1849) firmò il decreto che sancì la divisione tra Savoca e la sua Marina; gli abitanti battezzarono il novello comune Santa Teresa in onore di Maria Teresa d'Asburgo-Teschen, consorte di Ferdinando II.

## Dal 1854 a oggi - Storia del comune di Santa Teresa di Riva
Il comune di Santa Teresa nasceva ufficialmente il 1º gennaio 1854, contava 2.400 abitanti, era inglobato nel distretto di Castroreale e faceva parte del circondario di Savoca. Il primo sindaco fu Vincenzo Gregorio dal 1854 al 1855.
Nell'estate del 1854, il colera si propagò dalla la città di Messina a quasi tutta la sua provincia e Santa Teresa non venne risparmiata: nel neonato comune, tra agosto e settembre 1854, si registrarono nove decessi cagionati da questa epidemia.
Già nel febbraio 1855, Santa Teresa diventò capoluogo del circondario di Savoca e, sostituendola, assurse a comune più importante della rivera ionica della provincia di Messina; a Santa Teresa vennero stabilite la sede del Regio Giudicato e la prigione circondariale nella quale vennero reclusi anche dei detenuti politici in quanto "rivoluzionari antiborbonici" provenienti da tutta la Sicilia. In quegli anni, i sacerdoti don Antonino Castorina (1819-1905) e don Santi Trimarchi (1836-1899) aprirono le prime due scuole di Santa Teresa (una nel quartiere Bucalo e l'altra nel quartiere Furci), che erano gratuite e si prefiggevano l'obiettivo di combattere l'analfabetismo tra la popolazione.
Nel 1862, con l'Unità d'Italia, su iniziativa del sindaco Bernardo Scarcella, fu aggiunto al nome del comune il suffisso "di Riva" per distinguere il centro in questione dall'omonimo centro della Sardegna; vennero istituite le caserme dei Carabinieri e della Guardia di Finanza; il paese divenne, altresì, sede di svariati uffici pubblici. Venne soppresso il circondario di Santa Teresa e venne istituito il mandamento di Santa Teresa di Riva.
Fino al 1863, il comune di Santa Teresa di Riva dipendeva ancora da Savoca per quel che riguarda gli affari spirituali e religiosi, tuttavia nel novembre di quell'anno, su iniziativa dell'allora sindaco Giovanni Crisafi, si diede corso anche all'autonomia delle chiese site in Santa Teresa dall'arcipretura di Savoca; in quell'occasione il novello comune rivierasco ottenne la nomina del suo primo parroco: il sacerdote Sebastiano Scarcella. Nel luglio 1864 si svolse a Santa Teresa la prima festa in onore della Madonna del Carmelo.
Nel 1866, viene inaugurata la ferrovia Messina-Giardini Naxos, a Santa Teresa di Riva venne edificata una delle stazioni più importanti, tuttora in funzione.
L'economia locale continuò a basarsi su agricoltura, pesca e commercio, ma l'Unità d'Italia non portò i vantaggi sperati durante l'invasione dei Mille, al contrario, provocò il decadimento delle attività economico-produttive da secoli radicate nel territorio e in Sicilia. A partire dal 1870, le colture della vite e del baco da seta lasciarono definitivamente il posto a quella del limone che, in via sperimentale, era stata introdotta nel territorio della Valle d'Agrò nel primo decennio dell'Ottocento; già dal 1820 avevano aperto i battenti sempre più opifici dediti alla commercializzazione ed alla lavorazione dei limoni locali.

Nell'ultimo trentennio del XIX secolo si assistette ad un ulteriore incremento demografico ed edilizio; si stabilirono nel giovane comune ionico numerose famiglie, provenienti dai comuni collinari vicini, attirate dalle maggiori opportunità di lavoro; per questo motivo, fu fondata nel 1876, la Società Operaia, la prima in tutta la Val d'Agrò. Fu proprio nell'ultimo cinquantennio del XIX secolo che alcune famiglie di facoltosi si trasferirono a Santa Teresa, provenienti soprattutto da Savoca e Casalvecchio Siculo: in questi anni l'abitato si arricchì di svariati eleganti palazzotti nobiliari, come la villa Carrozza del 1870, la villa Crisafulli del 1890, il palazzo Salvo del 1850, il palazzo Trimarchi del 1895, sito in piazza del Carmine, solo per citarne alcuni.
Nel 1879, a causa del grande aumento demografico, fu costruito il primo cimitero cittadino.
Nel 1881 si raggiunse quota 3.675 abitanti, venne ampliata la cinquecentesca chiesa della Madonna del Carmelo, la quale, nel 1886, venne proclamata chiesa matrice, parrocchiale, metropolitana e arcipretale della città dall'arcivescovo di Messina Giuseppe Guarino.
Alla fine dell''800 a Santa Teresa di Riva hanno sede diversi importanti presìdi pubblici come la pretura circondariale, l'ufficio del registro, l'ufficio gabelle, l'ufficio postale, l'ufficio telegrafo, la stazione ferroviaria, il delegato scolastico mandamentale e la delegazione di porto (istituita con R.D. 20 luglio 1890) con competenze sanitarie. Vi erano infine due agenti di assicurazione, un notaio, due avvocati, nove medici e tre farmacie.
Nel 1901, nonostante continuasse massiccia l'emigrazione verso l'estero, Santa Teresa di Riva raggiunse quota 5.061 abitanti, assurgendo a comune più popolato della riviera ionica della Provincia di Messina, nello stesso censimento Taormina contava 4.110 abitanti e Giardini-Naxos 3.664; in quell'anno nacque la prima banda musicale cittadina.
Nel 1903, per iniziativa del sindaco Francesco Paolo Caminiti (1851-1923), iniziarono i lavori di costruzione della monumentale chiesa della Sacra Famiglia, a tutt'oggi ubicata nella zona centrale del paese.
Il terremoto di Messina del 1908 colpì anche Santa Teresa di Riva e causò il crollo di alcuni fabbricati, tra i quali, il campanile dell'antica chiesa della Madonna del Carmelo, nel paese si contarono molti feriti ma non si registrarono morti. Fu proprio nei mesi successivi al catastrofico sisma che a Santa Teresa di Riva si trasferirono stabilmente alcune centinaia di superstiti messinesi che contribuirono a fare aumentare la popolazione residente.
Nacquero nel corso del XX secolo alcune imprese industriali, oggi tutte estinte, come la "Citrica", che distillava dai limoni l'acido citrico; l'"Atelana", che produceva lana minerale isolante, la "CAET" che si dedicava alla produzione di pali in calcestruzzo e la "STAT" autolinee. Nel 1919 la popolosa borgata di Furci si separò dal comune di Santa Teresa di Riva, dando vita al comune di Furci Siculo. 

Santa Teresa di Riva (quartiere Bucalo) nei primissimi anni trenta

Nel corso degli anni Venti, Santa Teresa di Riva conobbe un ulteriore incremento edilizio e demografico. Nel 1929 venne demolita la cinquecentesca chiesa madre della Madonna del Carmelo e, sullo stesso sito, si mise mano alla costruzione di quella attuale, che fu consacrata solennemente il 9 dicembre 1934. All'inizio degli anni 1930, un'epidemia di mal secco colpì gli agrumeti santateresini, cagionando pesanti danni, ma già dal 1935 iniziò la ripresa di queste coltivazioni e la produzione tornò a toccare i picchi registrati nei tempi migliori.
Negli anni che vanno dal 1929 al 1948 il Comune di Savoca venne soppresso e fu relegato a semplice frazione del comune rivierasco di Santa Teresa di Riva, medesima sorte subì pure Casalvecchio Siculo tra il 1929 ed il 1939. I villaggi di Misserio e Fautarì tuttavia non tornarono a Casalvecchio e rimasero nel territorio comunale santateresino, di cui, dal 1948, costituiscono un'exclave.
Nell'anno scolastico 1942/1943, essendo Messina obiettivo di frequenti incursioni aeree alleate, per ovvi motivi di sicurezza, si decise di trasferire una sezione del liceo classico "G. La Farina" nella più tranquilla Santa Teresa, fu il primo istituto superiore statale ad essere aperto nella riviera ionica messinese che oggi prende il nome di Liceo "C.Caminiti-E.Trimarchi".

### Seconda guerra mondiale
Nell'estate del 1943 a Santa Teresa di Riva era distaccato un reparto della Wehrmacht che con lo sbarco in Sicilia degli Alleati anglo-americani cominciò a ritirarsi; tuttavia, non mancarono gli episodi di violenza contro i civili inermi: ai primi di agosto, nei pressi della chiesa di Santa Maria di Porto Salvo, alcuni soldati tedeschi uccisero un anziano cittadino di 76 anni di età che si era opposto alla requisizione della sua abitazione e del suo cavallo. Due settimane più tardi, il 14 agosto, un cinquantanovenne che transitava a piedi sulla strada che da Santa Teresa di Riva conduce alla frazione savocese di San Francesco di Paola, venne trucidato da una pattuglia delle SS, il giorno successivo, il corpo del malcapitato venne rinvenuto dai famigliari crivellato di colpi e impiccato al ramo di un albero.. Nei medesimi giorni, nelle vicinanze, si verificarono altri tragici fatti di sangue per mano nazista come la strage di Castiglione, l'assassinio di un adolescente a Calatabiano e il massacro di due coniugi e del sacerdote don Antonio Musumeci nella vicinissima Sant'Alessio Siculo.

Le truppe anglo-canadesi, intanto, stavano completando l'invasione della Sicilia e avevano intensificato i bombardamenti aerei, violentemente colpiti furono i vicini centri abitati di Messina, Taormina, Randazzo e Barcellona Pozzo di Gotto. La cittadina di Santa Teresa di Riva fu solo marginalmente colpita dalle incursioni aeree alleate, che si concentrarono soprattutto nell'estrema periferia sud dell'abitato, cagionando la morte di nove militari italiani di stanza in paese e la distruzione o il danneggiamento di qualche decina di edifici.
Già nel luglio del 1943, la gran parte dei santateresini aveva abbandonato le proprie abitazioni cercando rifugio sulle alture circostanti, sia per sfuggire alle violenze dei soldati nazisti in ritirata sia per mettersi al riparo dai bombardamenti dell'aviazione alleata. Incalzati dai nemici, i tedeschi abbandonarono frettolosamente Santa Teresa nella serata del 15 agosto 1943, fecero saltare i ponti sul fiume Agrò e sul torrente Savoca, abbatterono alcune civili abitazioni sul corso principale per sbarrare la strada agli Alleati e raggiunsero frettolosamente Messina ove si imbarcarono verso il continente.
Dopo un intenso scontro a fuoco, ingaggiato contro gli ultimi reparti germanici nel greto in secca della Fiumara d'Agrò, le forze armate anglo-canadesi entrarono a Santa Teresa la mattina del 16 agosto 1943, trovando una città deserta. Dopo aver preso possesso del Palazzo del Municipio e dei punti nevralgici della cittadina, nominarono sindaco provvisorio il già podestà Angelo Trimarchi (1906-1983). Immediatamente dopo, l'VIII Armata britannica costituì a Santa Teresa di Riva il caposaldo principale per l'organizzazione dei primi sbarchi in Calabria, in un edificio del corso F. Crispi fu insediato un Ufficio di coordinamento delle operazioni navali, in una casa in prossimità della spiaggia venne stabilito un punto di osservazione e di comando degli ufficiali, infine, venne requisita la chiesa della Sacra Famiglia che fu adibita ad ospedale militare. Nelle settimane immediatamente successive, fino al 3 settembre 1943, la lunga e ampia spiaggia di Santa Teresa di Riva funse da testa di ponte ai reparti d'assalto della VIII Armata britannica per procedere allo sbarco e alla successiva conquista della Penisola italiana
Nel dicembre 1945 un violento nubifragio causò il deragliamento di un treno che riportava a casa soldati siciliani reduci nei campi di prigionia nazisti, l'incidente avvenne nel quartiere Bolina e si contarono 18 morti e 21 feriti.

### Dopoguerra
Nel secondo dopoguerra, nonostante la massiccia emigrazione, si assistette ad un aumento della popolazione residente, nacquero nuove borgate, la cittadina si arricchì di vari edifici pubblici, divenendo sede di scuole medie e di un liceo classico.
Nel 1952, iniziarono i lavori di costruzione della chiesa di Santa Maria di Porto Salvo, inaugurata nel febbraio 1958, che ha poi sostituito la vicina vecchia chiesa del 1765.

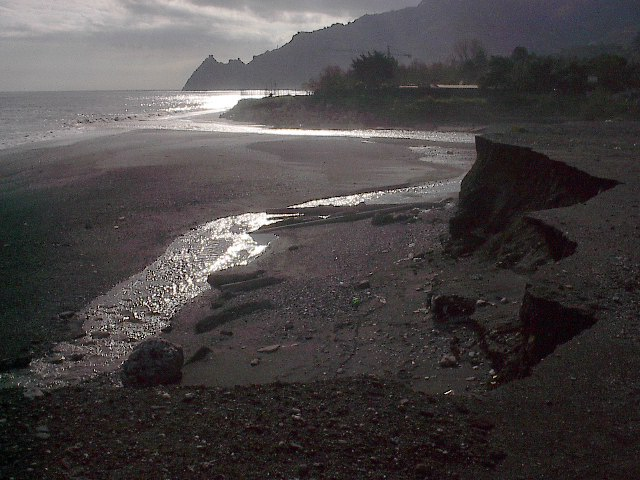
La foce del torrente Agrò

Il 26 novembre 1958, Santa Teresa di Riva veniva colpita da una violenta alluvione del torrente Savoca che, rompendo gli argini, allagò per 7 giorni il quartiere Bucalo, danneggiò il santuario di Santa Maria del Carmelo, abbatté alcune case e cagionò la morte di un'anziana donna.

### Ultimi decenni
Dal 1970, la cittadina di Santa Teresa di Riva abbandonò gradualmente la sua vocazione prettamente agricola per abbracciarne una commerciale e turistica; purtroppo, mentre il commercio ha registrato un notevole incremento, la stessa cosa non può dirsi del turismo.
Gli anni Ottanta e Novanta del XX secolo hanno visto la crisi della fiorente coltura del limone e la chiusura di quasi tutte le industrie, ma hanno conosciuto un sostenuto sviluppo urbanistico-edilizio che per certi versi continua tuttora. A partire dal 1970, viene costruito il lungomare cittadino, lungo circa 3,5 km. Proprio nel periodo di tempo compreso tra il 1970 ed il 2000, si è assistito ad un vivace (alle volte disordinato) incremento urbanistico e demografico. Sono nate nuove borgate in zone che poco prima erano aperta campagna; è aumentata la popolazione, tale aumento è dovuto allo spopolamento dei vicini centri collinari (un tempo fiorenti e popolosi) di Savoca, Casalvecchio Siculo, Antillo, Forza d'Agrò e Limina. 
Dal 2002 Santa Teresa di Riva è gemellata con la cittadina francese di Fuveau.